# Труд (Топчихинський район)
Труд (рос. Труд) — село у складі Топчихинського району Алтайського краю, Росія. Входить до складу Переясловської сільської ради.

## Історія
Селище було засноване 1925 року. У 1928 році комуна праці складалася з однієї економіки, головним населенням були росіяни. В адміністративному відношенні селище були частиною Шиловської сільської ради Чистюнського району Барнаульського округу Сибірського краю. У радянські часи та до середини 1990-их років на території селища були розташовані виробничі об'єкти колгоспу «Правда», такі як молочні ферми, конюшня, гаражі та ремонтні майстерні для сільськогосподарської техніки. Після розвалу СРСР колгосп зіштовхнувсь з економічними труднощами і, як наслідок, перестав існувати. З 1960-их років у селищі діяла восьмирічна школа. У 2000-их роках у зв'язку зі зменшенням кількості досліджень школу закрили, а будівля школи була передана до реабілітаційного центру наркоманів.

## Транспорт
Село розташоване в безпосередній близькості від залізничної станції зупинки 298 км, на залізничній частині Барнаул-Алейськ Західносибірської залізниці.

## Населення
Населення — 243 особи (2010; 330 у 2002).
Національний склад (станом на 2002 рік):
- росіяни — 83 %